# Bourogne
Bourogne é uma comuna francesa na região administrativa de Borgonha-Franco-Condado, no departamento do Território de Belfort. Estende-se por uma área de 13,71  km². Em 2010 a comuna tinha 1 914 habitantes (densidade: 139,6 hab./km²).